# Cicurina watersi
Cicurina watersi là một loài nhện trong họ Dictynidae.
Loài này thuộc chi Cicurina. Cicurina watersi được Willis J. Gertsch miêu tả năm 1992.